# Курочкин, Владимир Ефимович
Влади́мир Ефи́мович Ку́рочкин (род 3 марта 1951) — российский учёный, директор Института аналитического приборостроения РАН.

## Биография
Окончил Высшее военно-морское училище радиоэлектроники им. А. С. Попова (1968—1971), Ленинградский институт авиационного приборостроения (ныне — ГУАП) (1973—1975), аспирантуру ВНИИ медицинского приборостроения (Москва).
С 1987 года работает в ИАП АН СССР (РАН): старший научный сотрудник, заместитель директора по научной работе, с 2001 года директор.
Кандидат (1982), доктор (1994) технических наук. Тема докторской диссертации — «Приборы иммунного и химического экспресс-анализа на основе гибридных методов». Профессор кафедры техносферной безопасности СПбГУАП.
Научные интересы: развитие физических основ и методов системного проектирования приборов иммунного, генетического и химического экспресс-анализа.
Главный конструктор многих приборов экспресс-анализа для решения задач биофизики, аналитической химии, биохимии, иммунологии, генетики, экологии и биотехнологии.
Под его руководством создан новый класс приборов — био- и хемосенсорные информационно-измерительные системы с высокой чувствительностью и большим динамическим диапазоном измерений.
Соавтор 30 изобретений. Главный редактор журнала «Научное приборостроение».